# Tetrahedron
Tetrahedron (Untertitel: The International Journal for the Rapid Publication of Full Original Research Papers and Critical Reviews in Organic Chemistry)
ist der Name einer seit 1957 wöchentlich erscheinenden Fachzeitschrift der Organischen Chemie. Der englische Name Tetrahedron bedeutet im Deutschen Tetraeder. Dies ist eine Anspielung auf die Tetraederstruktur des Kohlenstoffs, dem Basiselement der Organischen Chemie.
Der Impact Factor von Tetrahedron beträgt 2,457 (2020). In der Statistik des Science Citation Index wurde die Zeitschrift 2020 damit an 27. Stelle von 57 Zeitschriften in der Kategorie organische Chemie geführt.
Tetrahedron erscheint bei Elsevier.
Ein Jahresabonnement der gedruckten Ausgabe von Tetrahedron kostete Anfang 2021 für Institutionen weltweit mit Ausnahme von Europa 14.807 US-Dollar. In Europa kostete das Jahresabonnement für Institutionen Anfang 2021 13.236 Euro.
Neben der Hauptzeitschrift erscheinen bei Elsevier auch die Schwesterzeitschriften Tetrahedron Letters und Tetrahedron: Asymmetry.
Elsevier stiftete unter dem Namen der Zeitschrift auch einen Preis in Organischer Chemie (Tetrahedron-Preis).